# Campeonato da Eritreia de Ciclismo em Estrada
Os Campeonatos da Eritreia de Ciclismo em Estrada são organizados anualmente de forma ininterrupta para determinar o campeão ciclista do Eritreia de cada ano, na modalidade. O título é outorgado ao vencedor de uma única prova, na modalidade de em linha. O vencedor obtêm o direito de usar a maillot com as cores da bandeira da Eritreia até ao campeonato do ano seguinte.
O corredor mais laureado é Daniel Teklehaimanot, com três vitórias.

## Palmares
| Ano  | Vencedor               | Segundo                | Terceiro               |
| 2008 | Daniel Teklehaimanot   | Bereket Yemane         | Meron Russom           |
| 2011 | Fregalsi Debesay       | Henok Abraha           | Semere Mengis          |
| 2012 | Daniel Teklehaimanot   | Tesfom Okubamariam     | Arha Debesay           |
| 2013 | Meron Teshome          | Meron Amanuel          | Kindishih Debesay      |
| 2014 | Amanuel Gebreigzabhier | Aron Baranceal         | Yonas Haile            |
| 2015 | Natnael Berhane        | Tesfom Okubamariam     | Amanuel Gebreigzabhier |
| 2016 | Daniel Teklehaimanot   | Metkel Eyob            | Michael Habtom         |
| 2017 | Meron Abraham          | Elyas Afewerki         | Merhawi Kudus          |
| 2018 | Merhawi Kudus          | Amanuel Gebreigzabhier | Metkel Eyob            |